# جون قرنق

صورة جون قرنق على عملة الجنيه الجنوب سوداني

د.جون قرنق دي مابيور (23 يونيو 1945 - 30 يوليو 2005) زعيم الحركة الشعبية لتحرير السودان والنائب الأول السابق لرئيس الجمهورية في السودان قبل الانفصال ورئيس حكومة جنوب السودان ولد قرنق عام 1945 في جونقلي بالسودان لأسرة ميسورة من قبيلة الدينكا، انتقلت لتعيش في تنزانيا، حيث أنهى قرنق دراسته الثانوية، ومن هناك إلى الولايات المتحدة حيث نال إجازة في العلوم عام 1971، ثم عاد إليها بعد ثلاث سنوات في دورة عسكرية دامت عامين، وانخرط لاحقا في الأكاديمية العسكرية في الخرطوم، وانضم إلى الجيش برتبة نقيب.

## نشأته
كان جون قرنق يتيماً منذ سن العاشرة وكانت رسوم مدرسته تدفع بواسطة أقربائه. التحق بالمدارس في كل من واو ثم رمبيك وفي عام 1962 كان التحاقه باول حرب اهلية ولكن لصغر سنه، نصحه القادة هو ومن بعمره بإكمال التعليم وبسبب القتال الدائر إضطر جون قرنق لإكمال تعليمه الثانوي في تنزانيا وبعدها حصل على منحة ليتحصل على شهادة البكالوريوس في الاقتصاد عام 1969 من كلية غرينيل في ولاية أيوا، الولايات المتحدة الأمريكية. عرضت عليه منحة دراسية أخرى لمتابعة الدراسات العليا في جامعة كاليفورنيا، بيركلي، ولكنه اختار للعودة إلى تنزانيا ودراسة الاقتصاد الزراعي في شرق أفريقيا كزميل لتوماس جيه واتسون في جامعة دار السلام (UDSM). وكان عضوا في جبهة طلاب الجامعة الاقريقة الثورية ولكن سرعان ما قرر قرنق العودة للسودان والانضمام إلى المتمردين.
هناك الكثير من التقارير الخاطئة التي اجتمعت قرنق وصادق يورى موسيفينى، رئيس أوغندا المستقبل في ذلك الوقت حيث كان كلاهما طلابا بجامعة دار السلام في الستينات بينما لم يحضرا في نفس الوقت.
انتهت الحرب الأهلية باتفاق أديس أبابا لعام 1972 , وقرنق كالعديد من المتمردين تم استيعابهم في الجيش السوداني. لمدة 11 عاما، كان قرنق جنديا وظيفيا وارتفع من رتبة نقيب إلى رتبة عقيد بعد أن أخذ دورة ضباط المشاة المتقدمة في فورت بينينغ، جورجيا، الولايات المتحدة الأمريكية. خلال هذه الفترة استغرق أربع سنوات إجازة أكاديمية وحصل على شهادة الماجستير في الاقتصاد الزراعي ودرجة الدكتوراه من جامعة ولاية أيوا بعد كتابة أطروحة على التنمية الزراعية في جنوب السودان. وبحلول عام 1983، شغل العقيد قرنق منصب مدرب في الأكاديمية العسكرية في وادي سيدنا 21 كيلومتر من مركز أم درمان حيث قام بتدريب الطلبة لأكثر من أربع سنوات. لاحقا تم ترشيحه للعمل في إدارة البحوث العسكرية في الجيش.

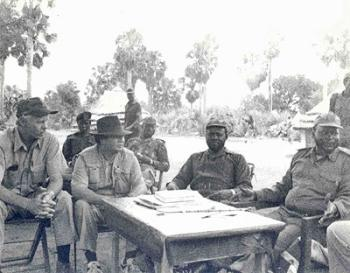

## قيادة المتمردين
في عام 1983 اُرسل قرنق إلى بور بغرض تهدئة 500 جندي في كتيبة حكومة الجنوب 105 والذين كانوا يقاومون اوامر الاستدارة إلى وظائف في الشمال ولكن، كان قرنق بالفعل جزءا من مؤامرة بين بعض الضباط في قيادة المنطقة الجنوبية المُرتبة لانشقاق الكتيبة 105 للمتمردين المناهضين للحكومة. عندما هاجمت الحكومة بور في مايو ايار وانسحبت الكتيبة 105 , أخذ قرنقا طرقا مختلفة لينضم إلى المتمردين في معقل المتمردين في إثيوبيا.
و بحلول نهاية يوليو، وكان قرنق قد جلب أكثر من 3000 من الجنود المتمردين تحت سيطرته ومن ثم انشأ مايسمى حديثابـ جيش تحرير السودان / الحركة الشعبية (الجيش الشعبي / M)، الذي كان معارضا للحكم العسكري والهيمنة الإسلامية في البلاد، وقام بتشجيع الحركات الأخرى على التمرد ضد الشريعة الإسلامية التي فرضت على البلاد من قبل الحكومة[2]. هذا الفعل شهد اتفاقا شائعا عند بداية الحرب السودانية الاهلية الثانية، مما أدى إلى واحد ونصف مليون حالة وفاة في أكثر من عشرين عاما من الصراع. وعلى الرغم من أن قرنق كان مسيحي ومعظم جنوب السودان هو غير مسلم (معظمهم من الوثنيين)، الا انه لم يركز في البداية على الجوانب الدينية للحرب.

## وفاته
توفى في ١ أغسطس عام 2005 م عندما تحطمت مروحيته عندما كان عائدا من أوغندا .
و قد سمي ذلك اليوم بالإثنين الأسود

## روابط خارجية
- جون قرنق على موقع مونزينجر (الألمانية)